# Callegaria muffalira
Callegaria muffalira là một loài bướm đêm trong họ Noctuidae.